# Felipe Torres "El Aroeño"
Felipe Torres, El Aroeño (Aroa, Yaracuy; 16 de mayo de 1980) es un cantautor de música llanera.

## Niñez e inicios
Felipe Torres, nació el 16 de mayo de 1980, en Aroa Estado Yaracuy, tercero de 4 hermanos, hijo de María Amparo Rojas y Gilberto Torres Oviedo, ambos procedentes del mismo estado. Su padre hombre emprendedor, inculco a sus hijos valores de oro, así como también el amor por la música. Aun siendo un niño se trasladaron a Valencia Edo. Carabobo, donde ahora reside, Sus primeros acercamientos y participación con la música los tuvo en los bailes, parrandas familiares y entre amigos, los cuales estas eran animadas por su ya fallecido padre Gilberto Torres, junto a leales compañeros y amigos.

### Vida personal e historia.
Siendo ya un adolescente trabajó en un Luthier realizando instrumentos de cuerda, donde su entusiasmo fue creciendo y la pasión por la música se evidenciaba, pero nada más lejos de sus objetivos era el convertirse en cantante y dedicarse a la música, pues su amor, entrega y experiencia en los trabajos del campo llenaban su vida y en ellos se basaba su inspiración. Felipe, comenzó a manifestar la apreciación de la música llanera desde muy joven y su padre músico, le enseñó y lo ayudó a dar sus primeros pasos en el largo camino que emprendió, demostrando el talento artístico y la pasión por el género llanero.

### Discografía y notas.
En el 2002 grabó su primera producción discográfica “Me Cambiaste por Dinero”, que a pesar de estar experimentando en un mundo totalmente desconocido, tuvo una gran aceptación por parte del público, especialmente el falconiano, el cual siempre lo ha apoyado a lo largo de su carrera artística, puesto que por cuestiones de trabajo residió en dicho estado durante 6 años.
A mediados del 2008 salió a la luz pública su 2.ª producción discográfica titulada “Agarraditos de Mano”, la cual se ha dejado escuchar en numerosas estaciones de radio gracias a temas como: se la quite a un coleador, Negra dueña de mi alma, Agarraditos de mano, Homenaje a las madres, Soñar no cuesta nada, entre otros; los cuales han alcanzado inmejorables posiciones en el récord report nacional en la categoría de música llanera. De igual forma ha tenido incursiones en varios programas de TV a nivel nacional, en canales tales como Venevisión, Aragua tv (así como en su cuña de Navidad), Color tv, Yaracuya de televisión; en periódicos nacionales y regionales, tales como el Carabobeño, El notitarde, Últimas noticias, etc.
Ha participado en numerosos Eventos y Fiestas Patronales, Entre ellos podemos mencionar algunos como: Fiestas en honor a la Virgen del Carmen (Tucaras y Chichiriviche), Ferias Ganaderas (Yaracal, Mirimire, Jacura y Valencia), Feria de Santa Ana de Coro (Coro), Organizó el 1.º Festival de Joropo “La Voz recia de la Costa Oriental del Edo. Falcón (2007). Feria Internacional de Valencia 2007 y 2009, Feria de Guacara 2009, Ferias del Maíz 2010 Recientemente fue galardonado en la ciudad de Valencia, con el Cucharachero de Oro; reconocimiento otorgado a grandes artistas como: Carrao de Palmarito, Cristina Maica, Carraito de Barinas entre otros...